# Provincia Wele-Nzas
Provincia Wele-Nzas este una dintre cele 7 unități administrativ-teritoriale de gradul I ale statului Guineea Ecuatorială.